# المرو (الشغادرة)

تعديل مصدري - تعديل

المرو هي إحدى قرى عزلة المعطن بمديرية الشغادرة التابعة لمحافظة حجة، بلغ تعداد سكانها 2012 نسمة حسب تعداد اليمن لعام 2004.